# UTC+03:00
| Južni poletni/severni standardni čas Morska območja | Severni poletni/južni standardni čas Standardni čas vse leto |

UTC+03:00 je časovni pas z zamikom +3 ure glede na univerzalni koordinirani čas (UTC). Ta čas se uporablja na naslednjih ozemljih (stanje leta 2022):

## Kot standardni čas (vse leto)

### Evropa
- Rusija - moskovski čas (MSK); ta velja za standard za vozne rede vlakov in ladij ter za nekatere druge namene, poleg tega pa še kot referenčna točka za druge časovne pasove v Rusiji (tako je denimo MSK+6 oznaka za časovni pas Jakutije, UTC+09:00).
  - ves evropski del razen Kaliningrajske oblasti

### Afrika
- Džibuti
- Eritreja
- Etiopija
- Francija:
  - Mayotte
  - Razpršeni otoki v Indijskem oceanu (Bassas da India, Europa, Juan de Nova)
- Južni Sudan
- Kenija
- Komori
- Madagaskar
- Somalija
- Sudan
- Tanzanija
- Uganda

### Azija
- Bahrajn
- Irak
- Jemen
- Jordanija
- Katar
- Kuvajt
- Saudova Arabija
- Sirija
- Turčija

## Kot poletni čas (severna polobla)

### Evropa
Države, ki upoštevajo pravila Evropske unije za poletni čas:
- Bolgarija
- Ciper (vključno z britanskim ozemljem Akrotiri in Dhekelia ter Turško republiko Severni Ciper)
- Estonija
- Finska (vključno z otočjem Åland)
- Grčija
- Latvija
- Litva
- Moldavija
- Romunija
- Ukrajina

### Azija
- Izrael
- Libanon
- Palestina